# Усеинов, Сейран Меметович
Сейра́н Меме́тович Усеи́нов (крымскотат. Seyran Memet oğlu Üseinov, Сейран Мемет огълу Усеинов, 19 марта 1938, Корбек, Алуштинский р-н, Крымская АССР — 28 июня 2018, Симферополь, Крым) — составитель словарей, учебно-методической литературы крымскотатарского языка, переводчик учебных пособий и учебников, преподаватель крымскотатарского языка и литературы, поэт.

## Биография
Родился 19 марта 1938 года в деревне Корбек Алуштинского района Крымской АССР. Затем его семья жила в селе Коуш Бахчисарайского района — родном селе его матери, именно Коуш Сейран Меметович считал своей малой родиной. В шестилетнем возрасте был депортирован вместе со всем крымскотатарским народом в Среднюю Азию.
1960—1965 годы — учёба на филологическом факультете Ферганского ГПИ по специальности «Русский язык и литература».
1965—1988 годы — работал учителем, завучем в школах города Фергана. Был удостоен звания «Отличник народного образования Узбекской ССР».
1988 год — возвращение на родину в Крым. В том же году начало работы на должности методиста крымскотатарского языка в Крымском областном институте усовершенствования учителей.
1992 год — переведён на должность заведующего лабораторией по подготовке учебников и учебно-методической литературы на крымскотатарском языке Крымского республиканского института повышения квалификации и переподготовки кадров образования.
1993 год — присвоение квалификации «Методист высшей категории».
1993 год — переведён на должность заведующего лабораторией развития языков народов Крыма в Центр проблем образования Крыма.
1997 год — заместитель председателя, руководитель Совета национального образования Ассоциации крымскотатарских работников образования «Маарифчи».
1998 год — старший преподаватель крымскотатарского языка и литературы Крымского государственного инженерно-педагогического института
2003 год — старший преподаватель кафедры крымскотатарской и турецкой филологии Крымского государственного инженерно-педагогического института
2008 — 2018 годы — старший научный сотрудник НИИ крымскотатарской филологии, истории и культуры этносов Крыма Крымского государственного инженерно-педагогического университета.

## Награды и звания
- 1981 г. — Отличник просвещения УзССР.
- 1982 г. — Ветерана труда.
- 1991 г. — Методист 1-й категории в Крымском институте усовершенствования учителей
- 1998 г. — Похвальная грамота МО АРК
- 2005 г. — Почетная грамота участника Конференции тюркских поэтов «Шолен»
- 2008 г. — Заслуженный работник образования АРК
- 2008 г. — Лауреат Международной премии имениБекира Чобан-заде

## Публикации

### Автор
- Бала шиирлери / С. Усеинов; китапны неширге азырлагъан Э.

Муслимова; рессам З. Акимова. — Акъмесджит : Тезис, 2008. — 24
с. : цв. ил.
- Бала шиирлери / С. Усеинов. — Симферополь : Тезис, 2016. — 8 с. :

рис. — (Арманчыкънынъ къутусындан).
- Изучайте крымскотатарский язык : пособие для начинающих. В 2 ч.

/ С. М. Усеинов, В. А. Миреев. — Симферополь : Таврия, 1991 — .
Ч. 1. — 1991. — 96 с.
Ч. 2. — 1991. — 80 с.
- Йылнынъ дёрт мевсими бар / С. Усеинов; рессам З. Трасинова. -

Симферополь : Оджакъ, 2003. — 16 с. : ресм.
- Козьлерим нелер коре : сёзлернинъ манасыны бильдирген ве лаф

этмеге огреткен китапчыкъ / С. М. Усеинов. — Симферополь :
Издатель ФЛП Лемешко К. А., 2011. — 16 с. : цв. ил.
- Къувуш ве къувушлылар = Коуш и коушане / С. М. Усеинов. -

Симферополь : ФЛП Лемешко, 2012. — 328 с. : 75 вкл. л. (фото,
карты) + 1 эл. опт. диск (DVD-ROM). — на крымскотат. и рус. яз.
- Къырымтатар тилининъ нутукъ медениети : къулланма = Культура

крымскотатарской речи : учеб. пособие / С. М. Усеинов. -
Акъмесджит : Форма, 2015. — 232 с.
- Мен анамнен лаф этем! : шиир ве йырлар / С. Усеинов; муаррир Н.

Умеров; нашир В. Басыров; спонсор издания Сабри Усеинов. — 2-
нджи нешир. — Акъмесджит : Доля, 1998. — 101 б.
- Мен анамнен лаф этем! : шиир ве йырлар / С. Усеинов; муаррир Н.

Умеров. — 3-нджи нешир. — Акъмесджит : Доля, 1998. — 101 б.
- Men anamnen laf etem ! : şiir ve yirlar / S. M. Useinov; ressam Z.

Qadri-Zade; hazirlagan Z. Velilyayeva. — Agmescit : Ocag, 2001. — 80
с.
- Мен анамнен лаф этем : балалар ичюн шиирлер ве йырлар / С.

М. Усеинов. — Симферополь : Форма, 2015. — 180 с. : ил.
- Окъунъыз, балалар! : чешит эсерлер / С. Усеинов; муаррир Н.

Умеров; нашир В. Басыров. — Акъмесджит : Доля, 1998. — 32 б.
- Ракъамлар ве фигуралар : Уфакъ балалар ичюн дерслер / С. М.

Усеинов. — Симферополь : Форма, 2015. — 16 открыток. — (Ана тили
— Ватан тили! Сейран оджанынъ дерслери).
- Ресимли элифбе : уфакъ балалар ичюн / С. М. Усеинов; муаррир Р. Н. Караманов ; Qırımtatar tahsil hadimlerinin Maarifçi

Assotsiatsiyası). — Симферополь : Издатель ФЛП Лемешко К. А.,
2011. — 40 с. : цв. ил. — (Ана тили — Ватан тили!).
- Русско-крымскотатарский словарь = Къырымтатарджа-русча

лугъат : 37 000 слов и словосочетаний / С. М. Усеинов; под общ.
ред. Э. Муслимовой. — Симферополь : Тезис, 2007. — 640 с. — На
рус. и крымскотат. яз. — Библиогр. : с. 638—639.
- Самоучитель крымскотатарского (крымского) языка : учеб.

пособие / С. М. Усеинов. — Симферополь : Изд. ФЛП Лемешко
К. А., 2012. — 184 с. — На рус. и крымскотат. яз. — Библиогр. : с. 179.
- Сейран оджанынъ дерслери : талебелер, студентлер, оджалар ве

ана-бабаларгъа. МААРИФ ишлери газетасындан / С. М. Усеинов; фото С. Ибраимова — Симферополь : Издатель ФЛП Лемешко
К. А., 2011. — 356 с. — Къырымтатар ве рус тиллеринде.
- Хайырлавлар китабы / С. Усеинов. — Симферополь : Издатель

ФЛП Лемешко К. А., 2011. — 161 с. — На крымскотат. и рус. яз.
- Хайырлы яшлар олсун, достлар! / С. Усеинов; бедиий муаррир

Э. Иззетов. — Акъмесджит : Оджакъ, 2003. — 72 с.
- Хайырлы яшлар олсун, достлар! / С. Усеинов. — Акъмесджит :

Оджакъ, 2004. — 56 с.

### Соавтор
- Гаркавец, А. Н. Къырымтатарджа-русча-украинджа лугъат =

Большой крымскотатарско-русско-украинский словарь = Великий
кримськотатарсько-російсько-український словник / А. Н.
Гаркавец, С. М. Усеинов. — Симферополь : СОНАТ, 2002. — 460 с. -
На крымскотат., укр., рус. яз.
- Гаркавец, А. Н. Къырымтатарджа-русча-украинджа лугъат =

Большой крымскотатарско-русско-украинский словарь = Великий
кримськотатарсько-російсько-український словник : (3-нджи
гъайрыдан ишленильген, кенишлетильген ве украин къысмы да
берильген нешри) / А. Н. Гаркавец, С. Усеинов. — Симферополь :
Сонат, 2002. — 257 с.
- Qirimtatar tilini ogreniniz = Изучайте крымскотатарский язык :

пособие для начинающих (40 уроков) / S. M. Useinov; V. A.
Mireyev, V. Yu. Sahaciyev; ред. Э. Муслимова. — 2-е изд., перераб. и
доп. — Симферополь : Оджакъ, 2005. — 200 с. — На крымскотат.
(латин. гр.) и рус. яз.
- Къырымтатарджа-русча фразеологизмлер лугъаты / С. М.

Усеинов, Д. С. Усеинов. — Акъмесджит : Форма, 2015. — 301 с.
- Мiрєєв, В. А. Українсько-кримськотатарський словник / В. А.

Мiрєєв, С. М. Усеїнов = Ukraince-qırımtatarca luğat / V. A. Mireyev,
S. M. Useinov. — Сiмферополь ; Aqmescit : Доля, 2002. — 140 с.
- Регушевський, Є. С. Кримськотатарські чоловічі імена та імена

по батькові : кримськотатарсько-український правописний словник
/ Є. С. Регушевський, І. А. Регушевська , С. М. Усеїнов; відп. ред.
Є. С. Регушевський; рец. А. М. Поповський. — Сімферополь : Доля,
2005. — 132 с.
- Топонимика Крыма 2010 : сборник статей памяти Игоря

Леонидовича Белянского / сост. Ю. А. Беляев; редкол. : А. В.
Суперанская, В. А. Бушков, А. А. Джелилов и др. — Симферополь :
Универсум, 2010. — 376 с. : ил., 16 вкл. л. (цв. фото). — Библиогр. в
конце ст. ; указ. Топонимов : с. 357—372.
Статья Симферополь: по городу и окрестностям : топонимические
маршруты и Словарь ойконимов Крыма написаны в
соавторстве с С. М. Усеиновым.
- Хайруддинов, М. А. Методические рекомендации по

преподаванию математики во 2-м классе = 2-нджи сыныфта
математиканы огретюв боюнджа методик тевсиелер / М. А.
Хайруддинов, Л. Ф. Кравцова, С. М. Усеинов ; Центр учебно-
метод. обучения и современ. средства обучения на родных языках.
— Симферополь : [б. и.], 1998. — 36 с.
- Хайруддинов, М. А. Методические рекомендации по

преподаванию математики в 3-м классе = 3-нджи сыныфта
математиканы огретюв боюнджа методик тевсиелер / М. А.
Хайруддинов, Л. Ф. Кравцова, С. М. Усеинов ; Центр учебно-
метод. обеспечения и современ. средств обучения на родных
языках. — Симферополь : [б. и.], 1998. — 33 с.
- Хайруддинов, М. А. Этикет крымских татар / М. А.

Хайруддинов, С. М. Усеинов. — Симферополь : СОНАТ, 2001. — 288
с. — (Мудрость веков; ч. 3).
- Хайруддинов, М. А. Этикет крымских татар. Эдепнаме :

правила приличия и культура общения, принятые у
крымскотатарского народа / М. А. Хайруддинов, С. М. Усеинов. -
2-е изд., перераб. и доп. — Симферополь : Тезис, 2010. — 304 с. : 4
вкл. л. (цв. фото). — На рус. и крымскотат. яз. — Библиогр. : с.
298—299.
- Эмирова, А. М. Русско-крымскотатарский словарь сочетаний,

эквивалентных слову / А. М. Эмирова, С. М. Усеинов. -
Симферополь : Сонат, 2003. — 231 с.
- С. Усеинов, А. Горяинов. Математическая терминология крымскотатарского языка.

IT "ARIAL", 2018

### Составитель
- Крымскотатарские имена : справочник / сост. С. Усеинов; ред.

С. К. Сосновский; рец. А. В. Суперанская. — Симферополь :
Анаюрт, 1992. — 62 с.
- Крымскотатарский язык : (для лиц, не владеющих родным

языком) : учеб. пособие / Ассоц. крымскотатарских работников
образования Маарифчи; сост. С. М. Усеинов. — Симферополь :
СГТ, 2008. — 134 с. : табл. — На крымскотат., рус. яз.
- Крымскотатарский язык : (для лиц, слабо владеющих родным

языком) : учеб. пособие / Ассоц. крымскотатарских работников
образования Маарифчи; сост. С. М. Усеинов. — Симферополь :
СГТ, 2008. — 144 с. : табл. — На крымскотат., рус. яз.
- Къырымтатар тилининъ орфоэпия лугъаты эм де кирилл ве

латин графикасы эсасында тертип этильген имля лугъатлары =
Орфоэпический словарь крымскотатарского языка с
орфографическими словарями, отображенными кириллицей и
латиницей / тертип этиджилер : С. М. Усеинов, Д. С. Усеинов. -
Симферополь : Доля, 2014. — 504 с.
- Кърымтатарджа-русча лугъат = Крымскотатарско-русский

словарь : 20 000 ден зияде сез / М-во образования Украины; тертип
эткен С. М. Усеинов. — Тернополь : Диалог, 1994. — 395 с.
- Кърымтатарджа-русча лугъат : 7000 ден зияде сез =

Крымскотатарско-русский словарь : Более 7000 слов : словарь /
тертип эткенлер Ш. А. Асанов, А. Н. Гаркавец, С. М. Усеинов. -
Киев : Радянська школа, 1988. — 240 с.
- Къырымтатарджa-русча лугъат : 25 000 ден зияде сёз ве сёз

бирикмеси = Крымскотатарско-русский словарь / тертип эткен С.
Усеинов; ред. Э. Муслимова. — Симферополь : Оджакъ, 2005. — 360
с.
- Къырымтатарджа-русча-украиндже лугъат = Крымскотатарско-

русско-украинский словарь = Кримськотатарсько-російсько-
український словник : 1 къысмы. [А — Л] 12 000 ден зияде сёз ве сёз
бирикмеси / тертип этиджи С. Усеинов, украин тилине тердж. этти
Г. И. Алексеева (Хмилёвская). — Акъмесджит : Оджакъ, 2006. — 416
с. — Къырымтат., рус ве украин тиллеринде. — Библиогр. : с.
413—415.
- Къырымтатарджа-русча-украиндже лугъат = Крымскотатарско-

русско-украинский словарь = Кримськотатарсько-російсько-
український словник : 2 къысмы. [М — С]. 22000 ден зияде сёз ве сёз
бирикмеси / тертип этиджи С. Усеинов; украин тилине тердж. этти
Г. И. Алексеева (Хмилёвская). — Акъмесджит : Оджакъ, 2006. — 328
с. — Къырымтат., рус ве украин тиллеринде. — Библиогр. : с.
325—327.
- Къырымтатарджа-русча-украиндже лугъат = Крымскотатарско-

русско-украинский словарь = Кримськотатарсько-російсько-
український словник : 3 къысмы. [Т — Я]. 23000 ден зияде сёз ве сёз
бирикмеси / тертип этиджи С. Усеинов; украин тилине тердж. этти
Г. И. Алексеева (Хмилёвская). — Акъмесджит : Оджакъ, 2006. — 432
с. — Къырымтат., рус ве украин тиллеринде. — Библиогр. : с.
429—431.
- Къырымтатарджа-русча-украиндже лугъат = Крымскотатарско-

русско-украинский словарь = Кримськотатарсько-російсько-
український словник : 3 томлы. Т. І — ІІІ [50000 ден зияде сёз ве сёз
бирикмеси] / тертип этиджи С. Усеинов; украин тилине тердж. этти
Г. И. Алексеева (Хмилёвская); месуль муаррир Э. Муслимова. — 4-
нджи, ишленген нешир. — Акъмесджит : Тезис, 2008. — 836 с. -
Къырымтат., рус ве украин тиллеринде. — Библиогр. : с. 834—835.
- Программа курсов по изучению крымскотатарского языка (для

лиц, не владеющих родным языком) / Ассоц. крымскотатар.
работников образования Маарифчи; сост. С. М. Усеинов; рец.
Ш. Э. Юнусов, М. И. Алидинова, Ш. И. Абдураманова; рук.
проекта С. Каджаметова. — Симферополь : Форма, 2008. — 25 с. — На
крымскотат., рус. яз.
- Программа курсов по изучению крымскотатарского языка (для

лиц, слабо владеющих родным языком) / Ассоц. крымскотатар.
работников образования Маарифчи; сост. С. М. Усеинов; рец.
Ш. Э. Юнусов, М. И. Алидинова, Ш. И. Абдураманова; рук.
проекта С. Каджаметова. — Симферополь : Форма, 2008. — 36 с. — На
крымскотат., рус. яз.
- Русско-крымскотатарский словарь. Ч. 1. А — Д. Около 12.000

слов и словосочетаний / сост. С. М. Усеинов при участии В. А.
Миреева; науч. конс. А. М. Эмирова; ред. Э. Муслимова. -
Симферополь : Оджакъ, 2006. — 436 с.
- Русско-крымскотатарский словарь. Ч. 2. Е — П. Около 54 000

слов и словосочетаний / сост. С. М. Усеинов при участии В. А.
Миреева; науч. конс. А. М. Эмирова; ред. Р. Н. Караманов. -
Симферополь : СГТ, 2009. — 624 с.
- Русско-крымскотатарский словарь. Ч. 3. Р — Я. Около 12 000

слов и словосочетаний / сост. С. М. Усеинов при участии В. А.
Миреева; науч. конс. А. М. Эмирова; ред. Р. Н. Караманов. -
Симферополь : СГТ, 2009. — 274 с.
- Русско-крымскотатарский словарь = Русча-къырымтатарджа

лугъат / сост. : Ш. А. Асанов (отв. ред.), А. Велиев, С. М. Усеинов,
С. А. Нагаев. — Симферополь : Крымучпедгиз, 2010. — 464 с. — На
крымскотат. и рус. яз.
- Русско-крымскотатарский терминологический словарь :

(анатомия, биология, ботаника, зоология, геология) / сост. С. М.
Усеинов. — Симферополь : Крымское управление по печати, 1991. -
48 с.
- Русско-крымскотатарский терминологический словарь :

(география, земледелие, психология, туризм) / сост. С. М. Усеинов.
— Симферополь : Анаюрт, 1992. — 64 с.
- Русско-крымскотатарский терминологический словарь

(математика, школьная, эстетика) = Русча-кърымтатарджа
терминлер лугъаты (математика, мектеп, эстетика) / сост. С. М.
Усеинов; ред. Л. Н. Миронец. — Симферополь : Редотдел
Крымского управления по печати, 1992. — 62 с.
- Русско-крымскотатарский терминологический словарь :

(политика, религия, спорт) / сост. С. М. Усеинов. — Симферополь :
Анаюрт, 1992. — 48 с.
- Русско-крымскотатарско-украинский фразеологический

словарь = Къырымтатарджа-русча-украиндже фразеологизмлер
лугъаты = Українсько-кримськотатарсько-російський
фразеологічний словник / сост. : С. М. Усеинов, Д. С. Усеинов. -
Симферополь : Доля , 2013. — 520 с. — На крымскотат., рус. и укр.
яз.
- Русско-украинско-крымскотатарский словарь терминов / сост. :

С. М. Усеинов, Э. А. Бекиров; пер. на укр. Э. С. Дагаджиева. -
Симферополь : ЧП Дагаджиева Э. С., 2014. — 520 с.
- Русча-къырымтатарджа джеп лугъаты = Русско-

крымскотатарский карманный словарь : 14.000 сёз / сост. : С. М.
Усеинов, В. А. Миреев; ред. Э. Муслимова. — Симферополь :
Оджакъ, 2005. — 456 с. — На крымскотат. и рус. яз.
- Словарь религиозных терминов, связанных с мусульманским

вероучением: семь чудес света. Аллах, его пророки и их
чудотворные деяния. Ангелы и демоны. Мифы / сост. С. М.
Усеинов; рец. : И. А. Керимов, Ш. Ю. Юнусов. — Симферополь :
Тезис, 2009. — 124 с. : ил. — Библиогр. : с. 122—123.
- Украин тилининъ фразеологизмлери, идиоматик ибарелери ве

къырымтатар ве рус тилинде оларнынъ эквивалентлери
(терджимелери) = Фразеологізми та ідіоматичні вирази української
мови, їх еквіваленти (переклади) в кримськотатарськїй та російськії
мовах = Фразеологизмы и идиоматические выражения украинского
языка, их эквиваленты (переводы) в крымскотатарском и русском
языках / уклад. С. М. Усеїнов; відп. за вип. Н. Р. Караманов; ред. :
О. В. Прохоренко, С. Х. Кандимова, Р. Н. Караманов та ін. -
Симферополь : СГТ, 2009. — 326 с. — Къырымтат., рус ве укр.
тиллеринде.
- Украинско-крымскотатарско-русский словарь : А — Я / сост. С.

М. Усеинов. — Симферополь : ОАО Симферопольская городская типография; (СГТ),
2009. — 284 с. — Загл. обл. : Українсько-кримськотатарсько-
російський словник = Украиндже-русча-къырымтатарджа лугъат =
Украинско-крымскотатарско-русский словарь. — На крымскотат.,
рус. и укр. яз.
- Учебный словарь крымскотатарского языка : (словарь -

минимум) / Ассоц. крымскотатарских работников образования Маарифчи; сост. : М. И. Алидинова, С. М. Усеинов. -
Симферополь : Тезис, 2008. — 104 с.
- Фонохрестоматия / тертип эткен ве неширге азырлагъан С. М.

Усеинов. — Симферополь : СОНАТ, 2004. — 64 с. : звуковой оптический диск (CD). — Прил. : CD 80 мин.

### Редактор
- Акъмоллаев, Э. Элифбе : биринджи сыныф ичюн сынавлы

элифбе дерслиги / Э. Акъмоллаев; рессам З. Трасинова; муаррир
С. Усеинов, Л. И. Ткаченко. — Киев : Радянська школа, 1989. — 188
б.
- Ана тилинде : къырымтатар тилини факультатив огренген 7-

нджи сыныф талебелери ичюн сынама окъув китабы / тертип эткен
А. Н. Гаркавец; муаррир С. М. Усеинов, Н. Г. Сницарук. — К. : Рад.
шк., 1988. — 184 с.
- Девлетов, Р. Р. Къырымтатар тили антонимлери : лугъат / Р. Р.

Девлетов, Э. Р. Анафиева; муаррир С. Усеинов. — Симферополь :
Доля, 2002. — 143 с.
- Иванов, Г. И. Дюнья къысымларынынъ ве муим

мемлекетлернинъ географиясы : (СССР кирмей) : 6-джы сынфы
ичюн дерслик / Г. И. Иванов; месуль муаррир С. М. Усеинов. -
Русчадан тюзетильген ве текмилленген 4-джи нешр. тердж.
олунды. — Симферополь : Къырымдевнешр, 1938. — 292 б.
- Дерменджи, Э. Кърымтатар тили дерслиги : грамматика ве

догъру язув : Башлангъыч мектепнинъ 1 ве 2 сыныфлары ичюн / Э.
Дерменджи, А. Шемсединова; авт. переизд. С. Усеинов. — Репринт.
воспроизведение со 2-го изд. 1940 г. — Симферополь : Таврия, 1991.
— 111 с.
- Краткій русско-татарскій словарь : (крымское наречіе) =

Краткий русско-татарский словарь : (крымское наречие) / сост. : С.
Танатар, Р. А. Прендель, А. Л. Бертье-Делагард; ред. И.
Гаспринский; подгот. к изд. С. М. Усеинов, В. А. Миреев. — Факс.
изд. — Симферополь : Доля, 2003. — 44 с.
- Гаркавец, А. Н. Ана тили : кърымтатар тилини факультатив

огренген 7-нджи сыныф талебелери ичюн сынама дерслик / А. Н.
Гаркавец; муаррир : С. М. Усеинов, Т. Е. Северина. — К. : Рад. шк.,
1988. — 168 с. : табл. — Библиогр. : с. 164.
- Гаркавец, А. Н. Ана тили : къырымтатар тилини факультатив

оларак огренген 8-нджи сыныф талабелери ичюн сынама дерслик /
А. Н. Гаркавец; муаррир : С. М. Усеинов, А. С. Курбатов. — Киев :
Рад.школа, 1989. — 192 с.
- Кенджелерге окъунъыз : мектеп чагъына къадар балаларгъа

окъумакъ ичюн китап / тертип эткен С. И. Касич-Харахады; муаррир С. М. Усеинов. — Киев : Освита, 1991. — 272 с.
- Кенджелерге окъунъыз : мектеп чагъына къадар балалар ичюн.

Хрестоматия : балалар багъчасы тербиеджилери ве башлангъыч
сыныфлар ичюн къулланма / тертип эткен С. И. Касич-Харахады; муаррир С. М. Усеинов. — [S. l. : s. n.]. — 256 с.
- Горяинов, А. В. Догъру язамыз = Пишем правильно : в помощь

изучающим крымскотатарский язык : учеб. пособие / Ассоц.
крымскотатарских работников образования Маарифчи ; А. В.
Горяинов, Р. И. Закирьяев; муаррир С. Усеинов. — Симферополь :
Тезис, 2009. — 96 с.
- Я никого не забуду! : сб. произведений крымскотатарских

писателей 1913—1940 гг. / Центр развития образования Тасиль ;
Крымский республ. ин-т последипломного образования; редкол. :
С. Х. Каджаметова, С. М. Усеинов, Н. К. Куршутов. — Симферополь
Доля, 2001. — 72 с.
- Исмаил Гаспринский — Великий Просветитель / Фонд И.

Гаспринского; сост. Ф. Зиядинов; редкол. : Т. Кулагина, Э.
Акмоллаев, С. Усеинов; текст рукописи : С. Гафаров. -
Симферополь : Тарпан, 2001. — 256 с.
- Топонимика Крыма 2011 : [сб. статей] / сост. Ю. А. Беляев; редкол. : А. В. Суперанская, В. Л. Мыц, С. М. Усеинов. — Симферополь : Универсум, 2011. — 568 с. : ил., 20 вкл. л. (цв. фото).

— Указ. топонимов: с. 551—561. — Указ. к ил. : с. 562—563.

### Переводчик
- Бевз, Г. П. Геометрия : 7-нджи сыныф ичюн дерслик / Г. П.

Бевз, В. Г. Бевз, Н. Г. Владимирова; къырымтатар тилине терджиме
эткен С. М. Усеинов. — Львів : Світ, 2007. — 208 с. : цв.ил. -
Къырымтатар тилинде. — Предм. указ.: с. 197—198.
- Богданович, М. В. Риязият : 1-нджи сыныф ичюн дерслик / М.

В. Богданович, Л. П. Кочина; тердж. эткен С. М. Усеинов. -
Акъмесджит : Къырымдевокъувпеднешир, 1998. — 128 б.
- Богданович, М. В. Риязият : 2-нджи сыныф дерслиги / М. В.

Богданович; тердж. эткен С. М. Усеинов. — Акъмесджит :
Къырымдевокъувпеднешир, 1998. — 223 с. : ресм.
- Богданович, М. В. Риязият : 3-нджи сыныф дерслиги / М. В.

Богданович; тердж. эткен С. М. Усеинов. — Акъмесджит :
Къырымдевокъувпеднешир, 1999. — 231 с. : ресм.
- Богданович, М. В. Математика : умумтасиль мектеплерининъ

2-нджи сыныф талебелери ичюн дерслик / М. В. Богданович, Г. П.
Лишенко; рус тилинден тердж. эткен С. М. Усеинов. -
Симферополь : Къырымдевокъувпеднешир, 2012. — 160 с. : ресм.
- Возняк, Г. М. Математика : 5-нджи сыныф ичюн дерслик / Г.

М. Возняк, Г. Н. Литвиненко, М. П. Маланюк; рус тилинден тердж.
эткен С. М. Усеинов. — Симферополь : СОНАТ, 1999. — 248 с : ил.
- Ильченко, В. Р. Физика : 7-нджи сыныф ичюн дерслик / В. Р.

Ильченко, С. И. Куликовский, А. И. Ильченко; къырымтатар
тилине тердж. эткенлер С. М. Усеинов, Р. Р. Девлетов. — Львів :
Світ ; Симферополь : Доля , 2007. — 160 с. : цв. ил.
83. Коваль, Н. С. Табиатшынаслыкъ : 2-нджи сыныф ичюн дерслик
/ Н. С. Коваль, Л. К. Нарочная; рус тилинден тердж. эткен С. М.
Усеинов. — Симферополь : Сонат, 1998. — 160 с.
- Коваль, Н. С. Табиатшынаслыкъ : 3-нджи сыныф ичюн дерслик

/ Н. С. Коваль, Л. К. Нарочная; рус тилинден тердж. эткен С. М.
Усеинов. — Симферополь : Сонат, 1998. — 120 с.
- Кочина, Л. П. Математика : 1 сыныф. Орта умумтасиль мектеп

ичюн сынама дерслик / Л. П. Кочина, Н. П. Листопад; рус
тилинден тердж. эткен С. М. Усеинов; рессам Л. М. Горошко. — К. :
Літера ; Симферополь : Къырымдевокъувпеднешир, 2003. — 144 с. :
ил.
- Кочина, Л. П. Математика : 2 сыныф. Орта умумтасиль мектеп

ичюн сынама дерслик / Л. П. Кочина, Н. П. Листопад; рус
тилинден тердж. эткен С. М. Усеинов; рессам Л. М. Горошко. — К. :
Літера ; Симферополь : Къырымдевокъувпеднешир, 2004. — 160 с. :
ил.
- Кочина, Л. П. Математика : 3 сыныф. Орта умумтасиль мектеп

ичюн сынама дерслик / Л. П. Кочина, Н. П. Листопад; рус
тилинден тердж. эткен С. М. Усеинов; рессам Л. М. Горошко. — К. :
Літера ; Симферополь : Къырымдевокъувпеднешир, 2004. — 180 с. :
ил.
- Кочина, Л. П. Математика : 4 сыныф. Орта умутасиль

мектеплер ичюн дерслик. / Л. П. Кочина; Н. П. Листопад; рус
тилинден тердж. эткен С. М. Усеинов. — Симферополь :
Къырымдевокъувпеднешир, 2004. — 176 с : цв. ил.
- Литвиненко, Г. Н. Математика : 6-нджы сыныф ичюн дерслик /

Г. Н. Литвиненко , Г. М. Возняк; тердж. эткен С. М. Усеинов. -
Симферополь : Сонат, 2000. — 280 с. : ил.
- Математика : 5-нджи сыныф. Умумтасиль окъув юртлары

ичюн / Н. А. Тарасенкова, И. М. Богатырёва, О. П. Бочко; укр.
тилинден тердж. эткен С. Усеинов. — Симферополь :
Къырымдевокъувпеднешир, 2013. — 352 с. : ресм.
- Маршак, С. Я. Серсем сычан баласы акъкъында масал :

сёзлернинъ манасыны бильдирген ве лаф этмеге огреткен
китапчыкъ / С. Я. Маршак; къырымтатар тилине тердж. эткен С.
Усеинов; рессамлар С. Бордюг ве Н. Трепенок. — Акъмесджит :
Форма, 2011. — 8 с. : ресм.
- Никифоров, Р. А. Биология : 6-нджы сыныф ичюн дерслик / Р.

А. Никифоров; рус тилинден тердж. эткен С. М. Усеинов. -
Симферополь : Сонат, 1999. — 160 с. : ресм.
- Сохтаев, М. К. Русско-крымскотатарский словарь

экономических терминов : учеб. пособие = Русча-
къырымтатарджа икътисадий терминлер лугъаты : дерслик / М. К.
Сохтаев, Р. А. Абдуллаев, М. Р. Ваниева; рец. : Ю. Н. Новиков, В.
В. Чепурко, И. А. Керимов; пер. на крымскотат. яз. З. Бекировой,
С. Усеинова ; М-во образования и науки Украины, КИПУ. -
Симферополь : КП РА Апельсин, 2009. — 320 с. — На крымскотат.
и рус. яз.
- Чуковский, К. И. Арытыр: сёзлернинъ манасыны бильдирген ве

лаф этмеге огреткен китапчыкъ : балалар ичюн масал = Мойдодыр :
сказки / К. И. Чуковский; къырымтатар тилине тердж. эткен С. М.
Усеинов; рессам. С. Бордюг, Н. Трепенок. — Акъмесджит : Форма,
2011. — 8 с. : ресм.
- Чуковский, К. И. Цокотуха чибинчиги : шиир / тердж. эткен С. Усеинов / К. И. Чуковский / Маариф ишлери. — 2007. — № 9. — С. 4. ; № 10. — С. 4.; Маариф ишлери (Maarif isleri) — 2008 — № 1. — С. 4.; № 2. — С. 4.
- Склярук, А. Меним шеэрим : шиир / А. Склярук; тердж. эткен :

С. Усеинов // Маариф ишлери. — 2010. — № 10. — С. 4.
- Сохтаев, М. Буюк бизнеснинъ принциплери / М. Сохтаев; тердж. эткен С. Усеинов // «Йылдыз». — 2004. — № 4. — С. 48-64.
- Сохтаев, М. Ишчи кучьлерининъ халкъара миграциясы:

проблеманынъ региональ джеэтлери / М. Сохтаев; тердж. эткен С.
Усеинов // Йылдыз. — 2005. — № 5. — С. 151—159.
- 2-нджи сыныфлар ичюн къырымтатар тилинде Математика

дерслиги : [терджиме эткен С. Усеинов] // Маариф ишлери. — 2013.
— № 8. — С. 4.
- Ягъяев, С. Туризм — беден тербиеси вастасыдыр / С. Ягъяев; тердж. эткен С. Усеинов // Йылдыз. — 2006. — № 1. — С. 148—152.

## Публикации о жизни и творчестве
- Верный своему призванию: С. М. Усеинов : биобиблиографический указатель / КРУ

«Крымскотатарская библиотека им. И. Гаспринского»; сост. Д. Белялова; редактор Л.
Кадырова; отв. за вып. Г. Ягьяева. — Симферополь, 2017.
- Абдураимов, В. Э. Козьге илишмеген съезд : [Кърым маариф

хадимлерининъ съезди] / В. Э. Абдураимов, С. М. Усеинов // Янъы дюнья. — 1992. — Дек. 25. — С. 2.
- Аблаева, М. Козьлерим нелер коре : [С. Усеиновнынъ

янъы балалар ичюн китабы] / М. Аблаева // Маариф ишлери. -
2011. — № 9. — С. 5.
- Аблякимов, И. Зенаатына садыкъ инсан : [языджы Сейран

Усеинов 60 яшында] / И. Аблякимов // Къырым — 1998. — Апр. 18. -
С. 3 : фото.
- Аджиев, Л. Определены победители премии имени Бекира

Чобан-заде : [за «Русско-крымскотатарский, крымскотатарско-
русский словарь» (2007) премия присуждена С. Усеинову] / Л.
Аджиев // Полуостров. — 2008. — 30 мая-5 июня. — С. 2.
- Айнур. Балалар озь истидатынен мемнюн эттилер :

[Аджыкъа мектебинде иджаткярлыкъ байрамы олып кечти] / Айнур
// Къырым — 2014. — Майыс 7. — С. 3 : фото.
- Айнур. Балаларнынъ нуткъ инкишафына буюк сильтем

берген тедбир : [ Акъмеджит районы Аджыкъал (Чистенькое)
гимназиясында башлангъыч сыныф балалары ичюн байрам
кечирильди] / Айнур // Янъы дюнья — 2014. — Майыс 2. — С. 4 :
фото цв.
- Айнур. Бу гъурурны аякъ асты алдыртмайыкъ : [И.

Гаспринский адына кутюпханесинде Маарифчи ве Къырымтатар
языджылар бирлиги ишбирлигинде Ана тили кунюне
багъышлангъан тедбир олып кечкени акъкъында; чыкъышта
булунгъанлар : Ш. Юнусов, Г. Ягьяева, Р. Фазыл, С. Усеинов, Н.
Къараманов] / Айнур // Къырым — 2014. — Февр. 26. — С. 5.
- Айнур. Эки алимнинъ буюк хызметлери : [Сейран

Усеиновнынъ ве Муедин Хайруддиновнынъ И. Гаспринский адына
миллий китапханеде юбилейлеры къайд этильди] / Айнур // Къырым
— 2013. — Март 27. — С. 3.
- Аметова, Н. Men anamnen laf etem! Эм де тек ана тилимде :

[Мен анамнен лаф этем джыйынтыгъы чыкъарылып, мектеплерге
бедава даркъатылды (муэллиф С. Усеинов)] / Н. Аметова //
Къырым — 2001. — Июль 13.
- Аметова, Н. Япаджакъ ишлерим даа чокъ…: Тилимизнинъ

инкишафына буюк иссе къошкъан оджа, махсулдар теткъикъатчы
Сейран Усеинов 70 яшында / Н. Аметова // Къырым — 2008. — Март
26. — С. 2 : фото.
- Асанов, Ш Оджалар семинары : [Ташкент девлет педагогика

институтынынъ оджалары да теклиф этильди] / Ш. Асанов // Ленин байрагъы. — 1988. — Окт. 6. — С. 4.
- Балич, Д. Къырымтатар оджаларынынъ устазы 70 яшында! :

[Сейран Усеинов 70 яшыны толдурувы мунасебетинен] / Д. Балич //
Маариф ишлери (Maarif isleri). — 2008. — № 4. — С. 5 : фото.
- Бекир В. Козьлерим нелер коре? : Балалар ичюн янъы ве

файдалы бильгилер : [С. Усеиновнынъ янъы китабы] / В. Бекир //
Qırım. — 2011. — Окт. 1. — С. 8.
- Бекиров А. Тасиль боюнджа семинар / А. Бекиров // Янъы

дюнья. — 1997. — Апр. 4. — С. 2.
- Бекирова, З. Бу йыл мен ичюн насыл олды? : [белли

инсанларнен субет] / З. Бекирова // Янъы дюнья. — 2009. — Дек. 30. -
С. 3 : фото.
- Бекирова, З. Къырымтатар тилинде тасиль алмакъ ичюн ич

бир проблем ёкъ экен : [КъМПУнде Украина тасиль системининъ
исляаты шараитлеринде къырымтатар тилинде тасиль
проблемлери мевзусында отькерильген тёгерек маса] / З.
Бекирова // Янъы дюнья. — 2011. — Дек. 2. — С. 3.
- Бекирова З. Маарифчининъ учь тилли янъы лугъаты : [И.

Гаспринский адына къырымтатар кутюпханесинде С. Усеинов ве Э.
Бекиров тарафындан тертип этильген Русча-украиндже-
къырымтатарджа терминлер лугъатынынъ такъдими] / З. Бекирова
// Янъы дюнья. — 2014. — Нояб. 14. — С. 8 : фото.
- Бекирова, З. Сейран оджанынъ бахшышлары : [С. Усеинов

Ресимли элифбе ве С. Маршакнынъ Серсем сычан акъкъында
масалнынъ терджимелер этти] / З. Бекирова // Янъы дюнья. — 2011.
— Июль 29. — С. 8 : ил.
- Бекирова, З. Сейран Усеиновнынъ янъы лугъаты / Янъы дюнья. — 2009. — Июль 11. — С. 5.
- Бекирова, З. Тилимиз хаста, оны тедавийлемек -

эпимизнинъ борджумыз: Сейран оджа Усеинов 70 яшында : [С.
Усеинов иле субет] / З. Бекирова // Янъы дюнья. — 2008. — Март 29.
— С. 5 : фото.
- Бекирова З. Учь афта…: Симферопольдеки оджалар

ихтисасыны юксельтюв институтында къырымтатар тили ве
эдебияты оджаларынынъ курслары акъкъында / З. Бекирова //
Достлукъ. — 1991. — Авг. 23. — С. 1-2.
- Бекирова, Э. Миллий меселелеримиз насыл чезильмели :

[Акъмесджитте къырымтатар миллий арекети тешкилятынынъ
(ОКНД) конференциясы кечти] / Э. Бекирова // Достлукъ. — 1991. -
Февр. 15. — С. 3.
- Василенко, О. Крімські літератори вшановують рідне слово :

[о встрече во Всеукраинском информационно-культурном центре; о
выходе в свет книги Памяти Юнуса Кандыма] / О. Василенко //
Крымские известия (Кримський діалог). — 2007. — 3 березня.
- Зайыф корьгенлер ичюн китаплар чыкъты : [И. Гаспринский

адына китапханеде янъы китаплар нумайыш этильди : Къалай
солдатчыкъ, Бульбуль, Домуз чобаны; Файдалы лугъат дюнья
юзю корьди : С. Усеинов ве Э. Бекировнынъ Русско-украинско-
крымскотатарский словарь терминов] // Qırım. — 2014. — Нояб. 12.
— С. 2.
- Земаневий русча-къырымтатарджа лугъатнынъ такъдими :

[И. Гаспринский адына китапханесинде Маариф бирлешмеси, И.
Гаспринский адына китапхане тешеббюсинен В. Миреев ве А.
Горяинов муэллифдешлигинде 2013 с. нешир этильген Земаневий
русча-къырымтатарджа лугъатнынъ (Современный русско-крымскотатарский словарь) такъдими] // «Йылдыз». — 2014. -
№ 1. — С. 5-7 : фото.
- Ибраим, С. Ана тилини огренмеге ярдым олур : [С. Усеинов

тарафындан терджиме этильген К. Чуковскийнинъ Цокотуха
чибинчик ве Арытыр китапчыкъ нешир олунгъаны акъкъында ] /
С. Ибраим // Qırım. — 2011. — Апр. 20. — С. 8.
- Ибраим, С. Миллийликни акс эткен ве ана тилини огренмеге

ярдымджы олгъан янъы китап : [С. Усеиновнынъ Ресимли элифбе китабы акъкъында] / С. Ибраим // Qırım. — 2011. — Июль 30. — С. 8.
266. Ибраим, С. Сейран оджанынъ 60 дерси дюнья юзюни корьди [Маарифчи бирлешмесининъ азасы С. Усеинов тарафындан
азырлангъан ве Маариф ишлери газетасында дердж этильген 60 дерси китап шекилинде дердж этильди] / С. Ибраим / Qırım. — 2011. — Февр. 26. — С. 4.
- Ибраимова, С. Сагъ олунъыз сиз, оджам! : [Къырым ДТРК

журналистининъ С. Усеиновгъа Сейран оджанынъ дерслери
китабы нешир олунгъаны мунасебетинен язгъан мектюби] / С.
Ибраимова // Маариф ишлери. — 2011. — № 10. — С. 4.
- Идрисова М. Сейран оджанынъ балалар ичюн янъы

китаплары : [С. Усеиновнынъ терджимелери акъкъында] / М.
Идрисова // Маариф ишлери. — 2011. — № 8. — С. 8 : фото.
- Идрисова М. Земаневий русча-къырымтатарджа лугъатнынъ

такъдими : [И. Гаспринский адына кутюпханеси ве Маарифчи
бирлешмеси тешеббюсинен В. А. Миреев ве А. В. Горяинов
муэллифлигинде 2013 с. нешир этильген Земаневий русча-
къырымтатарджа лугъат (Современный
русско-крымскотатарский словарь) къулланманынъ такъдим
мерасими] / М. Идрисова / Маариф ишлери. — 2014. — № 1. — С. 3.
- Идрисова, М. Сейран оджанынъ балалар ичюн янъы

китаплары : [К. Чуковский Цокотуха чибинчиги, Арытыр, С.
Маршакнынъ Серсем сычан баласы акъкъында масал
терджимелери ве Ресимли элифбе китабы акъкъында] / М.
Идрисова // Тасиль. — 2011. — № 2. — С. 47-49.
- Издан новый словарь Сейрана Усеинова // Полуостров. -

2007. — 27 июля-2 авг. — С. 11.
- Ильясова, Б. Илим озюне даима ёл тапар : Халкъымыз энъ

агъыр йылларда биле балаларына башлангъыч тасиль бермеге
тырышкъан : [Къырымтатар джумхуриет санат музеинде тасильге
багъышлангъан Илим озюне даима ёл тапар сергиси ачылгъаны
акъкъында] / Б. Ильясова // Qırım. — 2011. — Сент. 24. — С. 2.
- Ильясова, Б. Цокотуха чибинчиги мектеп санасына

къонды : [29 санла мектепте К. Чуковскийнинъ С. Усеинов
терджиме япкъан левхаларны нумайыш эттилер] / Б. Ильясова //
Qırım. — 2012. — Март 31. — С. 8.
- Каджаметова, С. Муэллиф акъкъында : [С. Усеиновнынъ

китабына кириш сёз] / С. Каджаметова // Мен анамнен лаф этем! :
шиир ве йырлар / С. Усеинов. — 2-нджи нешр. — Акъмесджит :
Доля, 1998. — С. 3-8.
- Каджаметова, С. Сейран оджанынъ «Къувуш кою ве

къувушлылар» акъкъында янъы китабы / С. Каджаметова // Маариф
ишлери. — 2012. — № 6. — С. 5.
- Каджаметова, С. Сейран Усеиновнынъ 70 йыллыкъ юбилейи

арфесинде / С. Каджаметова // Маариф ишлери (Maarif isleri). -
2008. — № 2. — С. 5.
- Карашаев, Р. К проблемам языка : [семинар в с. Грушевка

Судакского района по проблеме образования и преподавания на
крымскотатарском языке] / Р. Карашаев // Голос Крыма. — 1994. -
28 окт. — С. 1.
- Китап рафларынъызгъа : [А. Кокиеванынъ Къырымтатар ве

четэль эдебияты. 9-нджы сыныф ичюн дерслик; А. Велиев Ватан
тюркюси (Шиирлер, йырлар); Х. Кельдамет Аметхан Султан
Китаб шеэринде; С. М. Усеинов Украиндже-русча-
къырымтатарджа лугъат] // Йылдыз. — 2009. — № 6. — С. 133—134.
- Книжные новинки : [ 3-х томный крымскотатарско-русско-

украинский словарь (сост. С. Усеинов)] // Авдет. — 2008. — 14 янв. -
С. 11.
- Колесник, Н. Словник, що згортує народи : [о С. М.

Усеинове, его работах по созданию словарей] / Н. Колесник / Крымские известия (Кримський діалог). — 2007. — 24 лютого. — С. 3 : фото.
- Куршутов, Н. Книги — в дар библиотеке: [С. Усеинов

подарил в дар библиотеке им. И. Гаспринского свои словари] / Н.
Куршутов // Полуостров. — 2007. — 21-27 дека. — С. 17.
- QНА. Новый трёхтомный русско-крымскотатарский

словарь : [словарь С. Усеинова] / QНА // Полуостров. — 2009. — 27
нояб. — 3 дек. — С. 13.
- Къандымов, Ю. Миллий сыныфлар: башлангъычларнынъ

башлангъычы : [къырымтатар тили ве эдебият боюнджа методисти
С. Усеиновнен субет] / Юнус Кандым / Янъы дюнья. — 1991. — Окт.
16. — С. 6.
- Къозлы, А. Оджагъа теменна : [С. Усеиновнынъ 60

йыллыгъы къайд этильди] / А. Къозлы // Янъы дюнья. — 1998. -
Апр. 22. — С. 4.
- Qonurat, K. Vallahi, biz de sevemiz! : [S. Huseyinovnın

maqalesine seslenuv (№ 6. 2000); Терджимели имля къылавузына
сесленме оларакъ] / K. Qonurat // Günsel. — 2000. — № 8. — С. 22-24.
- Къувуш ве къувушлылар : [Къырымтатар санат музеинде С.

Усеиновнынъ Къувуш ве къувушлылар серлевалы китабынынъ
такъдимнамеси олып кечти] // Янъы дюнья. — 2012. — Июнь 15. — С.
3 : фото.
- Къувушлылар ве авджыкойлюлернинъ дикъкъатына! :

[Къувуш ве Авджыкой акъкъында С. Усеинов реберлигинде китап
языла] // Янъы дюнья. — 2011. — Апр. 15. — С. 8.
- Къуртумеров, Т. Тильнинъ темели — лугъаттыр. Лугъат

олмаса, тиль де олмас, — дей бу куньлерде 75 яшыны
толдураджакъ Сейран оджа Усеинов / Т. Къуртумеров // Янъы дюнья. — 2013. — Март 15. — С. 5.
- Къырымтатар тили джемиети : [С. Усеинов ве А. Меметов

джемиетнинъ тешкиль олунмасы ве низамнамеси акъкъында] //
Достлукъ. — 1991. — Авг. 30. — С. 4.
- Къырымтатарджа-русча-украиндже лугъатнынъ экинджи

нешири : [тертип эткен С. Усеинов] // Маариф ишлери. — 2009. — № 3. — С. 8.
- Лугъатлар, къулланмалар … : [Маарифчи бирлешмесининъ

сымарышы ве къолтутувында Сейран оджа Усеинов тертип эткен
бир сыра лугъатлары, окъутув къулланмалары акъкъында] //
Тасиль. — 2011. — № 3. — С. 57-58 : фото.
- Латишева, О. В. Відродження освіти та культури кримських

татар на етапі становлення незалежності України : (1991—2001 р.) :
Дис. на здобуття науков. ступеня канд. іст. наук по спец. 07.00.01. -
історія України / О. В. Латишева; наук. керівник В. Ю. Ганкевич ;
Кримський науковий центр НАН України, М-во освіти і науки
України. — 2004. — 268 с. — (в пер.)
- Любить свой родной язык : [встреча языковеда, поэта С.

Усеинова с юными читателями в г. Бахчисарай] // Голос Крыма. -
1997. — 28 февр. — С. 1.
- Къырымтатар язысы ве медениети куньлери къайд

этиледжек : [И. Гаспринский адына кутюпханесинде олып кечкен
тёгерек маса; иштирак эткенлер П. Р. Ибадлаев, Маарифчи
бирлешмеси, С. Каджаметова, И. Абдуллаев (Голос Крыма), С.
Усеинов, Л. Асанова] / Маариф-информ // Янъы дюнья. — 2012. -
Ноябрь 9. — С. 6.
- Мамут Ш. Меракълы корюшюв : [Акъмесджитте 21-нджи

орта мектепте белли оджа ве бала шаири С. Усеиновнынъ 60
йыллыкъ юбилейи мунасебетинен корюшюв олып кечти] / Ш.
Мамут // Янъы дюнья. — 1998. — Март 18. — С. 3 : фото.
- Мамут, Б. Я мен къан тёкип, къурбан олсам, Ватанны ким

север? — бу мантыкълы суаль, амма къараманлыкъкъа алып
баргъан фикир дегиль… / Б. Мамут // Qırım. — 2012. — Дек. 1. — С. 2.
- Меджитова, М. Эдепнаменинъ такъдими : [М.

Хайруддинов, С. Усеинов С. Этикет крымских татар] / М.
Меджитова // Янъы дюнья. — 2001.- Дек. 8.
- Меджитова, С. Татаристандан кельген мусафирнен

корюшюв : [Маарифчи бирлешмесининъ хадимлери С. Усеинов,
С. Каджаметова, Ш. Абдураманова, З. Пинка, М. Алидинова
педагогика илимлери намзети, миллий тасиль боюнджа тарихий ве
назарий меркезининъ хадими Татарстан тарих оджалары
бирлешмесининъ ёлбашчысы М. Гибатдинов иле корюштилер] / С.
Меджитова // Янъы дюнья. — 2015. — Июнь 12. — С. 3 : фото. цв.
- Мемет Э. Бу эмиетли иш девам этиледжек : Къырымтатар

тиль ве эдебияты ильмий-араштырма меркезининъ ильк ильмий
джыйынтыгъы / Э. Мемет // Qırım. — 2012. — Март 3. — С. 2.
- Миллий дуйгъуларнен сырлангъан эм къолайлыкънен

йырлангъан шиирлер : [Сейран Усеинов] // Къырым. — 2001.- Март
16.
- Муедин, Р. Эдебий тилимизнинъ агъыр такъдири : [тилимиз

акъкъында ойлар] / Р. Муедин // Birlik. — 2005. — № 13. — С. 73-79.
- Муталупова, З. Это праздник — юбилей : [Сейрану Усеинову

— 60 лет. Чествование в КГИПИ] / З. Муталупова // Голос Крыма. -
1998. — 24 апр. — С. 1.
- Мухтеремов, Н. Ана ве баба киби : [оджалар У. А. Лятиф-

заде, С. М. Усеинов акъъкъында очерк] / Н. Мухтеремов // Йылдыз.
— 1984. — № 2. — С. 16-18.
- Неширден чыкъкъан янъы лугъат : [С. Усеиновнынъ тертип

эткен 3 джылтлы Русча-къырымтатарджа лугъаты] // Маариф
ишлери. — 2009. — № 7. — С. 8.
- Özenbaşlı. Seyran Useinov : Kırım tatar edebiyatından /

Özenbaşlı // Kalgay. — 2005. — № 37. — С. 18 : фото.
- Озенбашлы, Э. Къасабагъа кеткен мескенлер тюшюнджеге

далдыра : [А. Эмирова ве С. Усеинов язгъан Русско-
крымскотатарский словарь сочетаний, эквивалентных слову китап
акъкъында] / Э. Озенбашлы // Озенбашлы Э. Тенкъидий
макъалелер. — Акъмесджит : Доля, 2005. — С. 14-18.
- Перепелица, В. Дерслеримиз меракълы кече : [Доброе

(Мамут-Султан) кой мектебинде С. Усеинов къырымтатар тилинде
дерс бергени акъкъында] / В. Перепелица // Достлукъ. — 1989. — дек.
8. — С. 3.
- Осман, Д. Оджалар ве тербиеджилер ичюн эмиетли,

файдалы семинар : Ана тили концепциясы миллий тасильни
семерели алып бармагъа имкян бере : [Альраид джемаат
тешкилятында Ана тили огърунда куреш программасы
черчивесинде Мектепкедже тербие ве башлангъыч мектеп -
миллий тасильнинъ темели мевзусында джумхуриет семинары
акъкъында] / Д. Осман // Qırıım. — 2013. — Февр. 13. — С. 1-2.
- 37 бинъ сёз ве сёз бирикмесинден ибарет лугъат : [С.

Усеинов тарафындан тертип этильген Русско-крымскотатарский,
крымскотатарско-русский словарь акъкъында] // Къырым. — 2007.
— Июль 28. — С. 8 : фото.
- Пинка З. Къырымтатар лугъаты эр кеснинъ маса китабы

олсун : [С. Усеинов тарафындан тертип этильген лугъаты] / З.
Пинка / Маариф ишлери. — 2009. — № 4. — С. 6.
- Пинка, З. Мектепкедже тербие ве башлангъыч мектеп -

миллий тасильнинъ / З. Пинка // Тасиль. — 2013. — № 1. — С. 18-22 ;
№ 2. — С. 2.
- Румиева, Д. Акъмесджитнинъ 21-нджи мектебинде Сейран

оджа Усеиновнынъ юбилейи кечти / Д. Румиева // Янъы дюнья. -
2008. — Март 29. — С. 5.
- Румиева, Д. Аркъадашларымыз умумий иштен четте

турмазлар, деген умюттемиз : [С. Усеинов ве Э. Бекировнынъ
муэллифлигинде азырлангъан къырымтатар тили терминлери
азаатлы лугъатнынъ музакереси олып кечти] / Д. Румиева // Янъы
дюнья. — 2010. — Нояб. 12. — С. 2 : фото.
- Русча-къырымтатарджа, къырымтатарджа-русча лугъат : [С.

Усеинов тарафындан тертип этильген янъы лугъат акъкъында] //
Маариф ишлери (Maarif isleri). — 2007. — № 7. — С. 8 : фото. цв.
- Русча-украиндже-къырымтатарджа терминлер лугъатынынъ

такъдими : [И. Гаспринский адына къырымтатар кутюпханесинде
С. Усеинов ве Э. Бекиров азырлагъан лугъатнынъ такъдими
акъкъында] // Йылдыз. — 2014. — № 6. — С. 11 : фото.
- Салиева, Ф. Къырымда ёкъ олгъан койлер ёкътыр, ёкъ этильген

койлер бар : [Къувуш кою койдерлер корюшюви акъкъында; С.
Усеинов Къувуш ве къувушлылар китабыны нешир эткени
акъкъында] / Ф. Салиева // Янъы дюнья. — 2013. — Окт. 11. — С. 8.
- Сеитбекиров, А. Сейран Усеинов зачислен в отряд 70-летних /

А. Сеитбекиров // Голос Крыма. — 2008. — 4 апр. — С. 7 : фото.
- Сейдаметова, В. Дюньягъа озюмизни дегерли дереджеде

танытмалымыз : [янъы Догъру язамыз (Пишем правильно) адлы
къулланманынъ такъдими] / В. Сейдаметова // Къырым. — 2010. -
Март 13. — С. 1, 2.
- Сейран оджа Усеиновнынъ аятындан фотолевхалар // Маариф

ишлери (Maarif isleri). — 2008. — № 2. — С. 1 : фото.цв.
- Сейран оджанынъ дерслери : [янъы китап] // Йылдыз. — 2011. -

№ 4. — С. 109—110.
- Сейран Усеинов 70 яшында // Тасиль. — 2008. — № 16. — С.

37-41 : фото.
- С. Усеинов тарафындан азырланып, нешир этильген Самоучитель

Селимова, Д. Тилимизни огренгенлер ичюн янъы къулланма :
крымскотатарского языка китабы акъкъынд / Д. Селимова // Янъы
дюнья. — 2012. — Апр. 27. — С. 8.
- Симферопольдеки область оджалар бильгисини арттырув

институтынынъ методисты С. М. Усеинов акъкъында // Достлукъ.
— 1990. — Март 3. — С. 3.
- Сулейман, С. Хайырлы яшлар олсун, достлар! [оджа ве шаир

C. Усеиновнынъ балаларгъа багъышлангъан китабынынъ нешир
этилюви] / С. Сулейман // Янъы дюнья. — 2004. — Окт. 16. — С. 5.
- Улькер. Маариф бирлешмесининъ такъдими : [Къырымтатар

медений-тарихий асабалыкъ музейинде Маариф оджалар
джемаат тешкилятынынъ такъдим мерасими олып кечкени
акъкъында] / Улькер // Янъы дюнья. — 2015. — Июнь 19. — С. 8 :
фото.
- Умер Ипчининъ юбилейини отькерюв комиссисы азаларынынъ

дикъкъатына : [комиссия эркяны бильдириле] //
Достлукъ-Къырым. — 1992. — Апр. 18. — С. 4.
- Унван хайырлы олсун! : [С. Усеиновгъа Къырымда нам

къазангъан маариф хадими унваны берильгени акъкъында] // Янъы
дюнья. — 2008. — Янв. 26. — С. 8 : фото. цв.
- Унванынъыз хайырлы олсун, Сейран оджа! // Маариф ишлери

(Maarif isleri). — 2008. — № 2 — С. 1 : фото.
330. Усеинов Сейран Меметович : [алимнинъ терджимеиалы ве
фаалиети] // Научный бюллетень. — 2007. — № 11. — С. 2-5 : фото.
- Усеинова, Г. Литературный праздник в школе : [к 60-летию С.

Усеинова] / Г. Усеинова // Голос Крыма. — 1998. — 20 марта. — С. 5.
- Чокътан бекленильген лугъат : [С. Усеинов ве Э. Бекировнынъ

Толковый словарь терминов крымскотатарского языка
китабынынъ такъдимнамеси] / Маариф-информ // Маариф ишлери.
— 2010. — № 12. — С. 5.
- Шерефлерге ляйыкъ алим ве оджаларымыз : [С. Усеиновнынъ

догъгъанына 75 йыл толувы мунасебетинен И. Гаспринский адына
кутюпханесинде олып кечкен тедбир ве оджанынъ терджимеилы] //
Маариф ишлери (Maarif isleri). — 2013. — № 3. — С. 2-3 : фото.
Айны : // Тасиль. — 2013. — № 2. — С. 35-39.
- Эмирова, А. Ресуль Велиляев: Связь поколений никогда не

должна прерываться : [об официальной церемонии вручения
премии поэта, ученого-тюрколога Б. Чобан-заде за 2007; Лауреаты
премии: Ш. Али, А. Велиев, С. Усеинов, Р. Нетовкин, Н.
Абдульваап, О. Голубева] / А. Эмирова // Полуостров. — 2008. -
20-26 июня. — С. 5.
- Якубов, Ф. Акъайлар, вакъыт къачырманъыз, сагълыгъынъыз

олгъанда, гедже-куньдюз чалышынъыз! : Тилимизни,
эдебиятымызны, медениетимизни, тарихымызны гъайыптан
къуртармакъ ичюн усанмадан чалышмалымыз! — деп огютлер
оджаларнынъ оджасы Сейран Усеинов / Ф. Якубов, И. Керимов //
Qırım. — 2013. — Март 16. — С. 4-5 : фото.
- Яманламагъа ашыкъмайыкъ : [миллетимизни зиядедже макътап

юрегини осьтюрейик] // Маариф ишлери. — 2012. — № 11. — С. 4-5.
- Янъы китаплар : Н. Умеров Бабаларгъа ве балаларгъа ; С.

Усеинов, Д. Усеинов Къырымтатарджа-русча-украиндже
фразеологизмлер лугъаты; Т. Дагъджы Одна судьба на все
поколения; В. Миреев, А. Горяинов Земаневий русча-
къырымтатарджа лугъат // Йылдыз (прилож. Йылдызчыкъ). -
2014. — № 1. — С. 126—127.
- [Янъы нешир олунгъан китаплар акъкъында: К. Джаманакълы

Къырымтатар батыры Амет-Хан Султан; Сеферова Ф.
Этнические идеалы крымскотатарской прозы 60-80 гг. ХХ
столетия; Аметова Н. Мелек (балалар ичюн шиирлер) ; Ш.
Асанов А. Велиев, С. Усеинов, С. Нагаев Русско-
крымскотатарский словарь = Русча-къырымтатарджа лугъат] /
азырлагъан : А. Ибраим // «Йылдыз». — 2011. — № 1. — С. 132—134.
- Яшар, А. Ана тилимизде бала шиирлери : [Цокотуха

чибинчиги ве Арытыр китаплар акъкъында] / А. Яшар // Янъы
дюнья. — 2011. — Апр. 22. — С. 5 : фото.
- Яшар, А. Хайырлавлар китабы : [С. Усеинов тарафындан

тертип этильген китап] / А. Яшар // Янъы дюнья. — 2011. — Майыс
20. — С. 8.